# Treinramp bij Saint-Michel-de-Maurienne

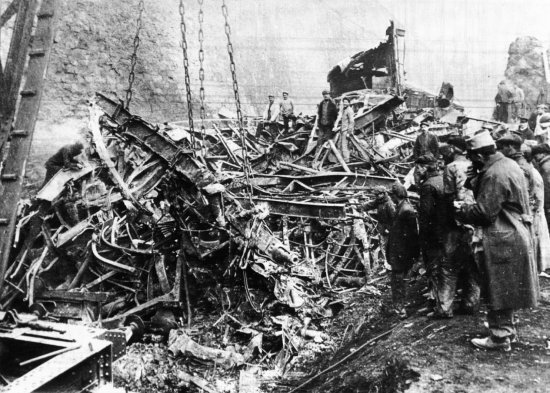
Resten van de ramptrein

De treinramp bij Saint-Michel-de-Maurienne vond plaats op 12 december 1917 nabij het dorpje Saint-Michel-de-Maurienne gelegen aan de Fréjus-spoorlijn. Bij de ontsporing kwamen ongeveer 700 soldaten op de terugreis van het front in Italië om het leven. Het is een van de grootste spoorwegrampen aller tijden.

## Treinramp
In de nacht van 12 op 13 december 1917 kwam een Franse militaire trein terug uit Italië met soldaten die hadden deelgenomen aan de Slag bij Caporetto tegen de Oostenrijkers in oktober-november van dat jaar. Vanaf Modane zou de trein de militairen naar Chambéry brengen, aan de rand van de Franse Alpen. De trein bestond uit twee locomotieven met 19 houten rijtuigen van Italiaanse makelij, en had een lengte van 350 meter en een gewicht van 526 ton, te zwaar voor de remkracht van de locomotieven.
Na Modane begon de reis normaal, maar op de vrij steile helling naar beneden nam de snelheid sterk toe en werd het gevaarte oncontroleerbaar. In plaats van de toegestane 40 km/h bereikte de trein maar liefst 135 km/h. Kort voor het station van Saint-Michel-de-Maurienne ontspoorde de trein bij een snelheid van 102 km/h. Omdat het elektrische licht van de trein niet werkte hadden de soldaten kaarsen aangestoken, en de rijtuigen vatten daardoor snel vlam terwijl ze in elkaar schoven. Ook waren er granaten en andere explosieven aan boord, die de militairen als souvenir hadden meegenomen.
De machinist had bezwaar gemaakt tegen de rit vanwege de risico's, maar de kapitein die het militaire treinverkeer organiseerde had hem met strafmaatregelen bedreigd als hij niet zou rijden.
Volgens de officiële telling waren er 982 dienstplichtigen aan boord. Ongeveer 425 lichamen werden officieel geïdentificeerd. 135 slachtoffers konden niet geïdentificeerd worden. 37 mannen waren om het leven gekomen omdat ze onderweg uit de trein geslingerd waren. Ruim 100 soldaten overleden in ziekenhuizen in de omgeving. 183 overlevenden konden het volgende appel bijwonen. Ook enkele personeelsleden van de spoorwegmaatschappij kwamen om bij het ongeluk. Daarmee komt het aantal doden op 700 à 800.

## Nasleep

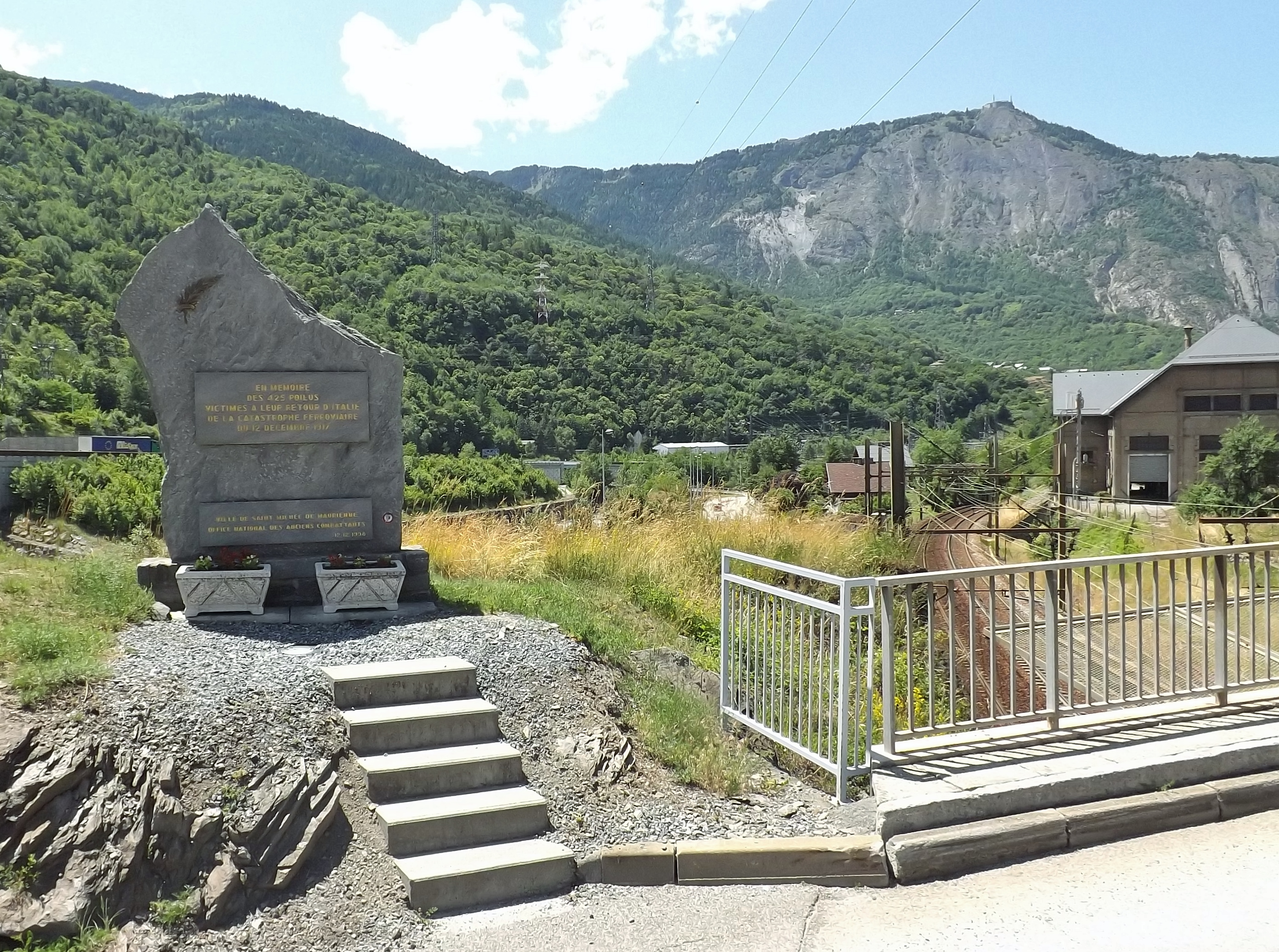
Monument bij La Saussaz (1998)

De treinramp van Saint-Michel-de-Maurienne bleef een militair geheim. De Franse pers schreef haast niets over het ongeluk. Een militair proces tegen zes employés van de spoorwegmaatschappij leverde geen straffen op. In 1923 werd een monument opgericht voor de slachtoffers op de begraafplaats van het dorp. In 1998 werd in La Saussaz, vlak bij de plaats van het ongeluk, eveneens een monument geplaatst.